# Pete Eberling
Peter Martin „Pete“ Eberling (* 19. April 1952 in Wien; † 24. Juni 2007 in Tarzana, Kalifornien) war ein US-amerikanischer Eisschnellläufer.
Der gebürtige Österreicher Eberling war hauptsächlich in den Vereinigten Staaten erfolgreich. Dort wurde er 1964 und 1965 Vizemeister bei den nationalen Hallenmeisterschaften, 1966 gewann er Bronze. Erstmals international wahrgenommen wurde er 1972, als er bei einem Wettkampf in Innsbruck die 500 Meter in 38,8 Sekunden absolvierte. In der Weltcupwertung erreichte er in dieser Saison eine Top-Ten-Platzierung.
Diese Ergebnisse qualifizierten ihn für die Olympischen Winterspiele 1972 in Sapporo, Japan, wo er über 500 Meter den elften Platz erreichte. Bei den Sprintweltmeisterschaften gelang ihm ein 20. Platz.
Danach trat Eberling hauptsächlich bei nationalen Wettkämpfen in den Vereinigten Staaten an.
Eberling war Mitglied der US Navy. Er starb 2007 im Alter von 55 Jahren an einem Geschwür.

## Persönliche Bestzeiten
| Strecke | Zeit        | Datum           | Ort       |
| ------- | ----------- | --------------- | --------- |
| 500 m   | 38,80 s     | 20. Januar 1972 | Innsbruck |
| 1000 m  | 1:23,90 min | 7. Januar 1972  | Davos     |
| 1500 m  | 2:27,40 min | 1. Mai 1972     | –         |